# Juego limpio
«Juego limpio» (en inglés: fair play) es una expresión utilizada para denominar el comportamiento leal y sincero, además de correcto, en el deporte y en otros ámbitos; en especial fraterno hacia el contrincante u oponente, respetuoso ante el árbitro y adecuado con los asistentes. También supone jugar sin «hacer trampas» y manteniendo una buena convivencia personal con los compañeros y rivales, sin groserías ni actos similares, no generando discusiones ni peleas. Es equivalente al término deportividad («proceder deportivo», «ajustado a las normas de corrección») y a la locución: espíritu deportivo.
La preocupación por el juego limpio ha ido en aumento en todo el mundo, ante la reiteración de conductas deportivas cuestionables (antideportivas), no solo por parte de los jugadores, sino por parte también de dirigentes, patrocinadores, padres y familiares, árbitros, etc.
El espíritu deportivo tiene una importancia especial para los niños y adolescentes, en una época en la que la profesionalización comienza a incidir sobre los deportistas a edades cada vez más tempranas.
La promoción del juego limpio es que no te ensucies nada, tienes que estar limpio, todo el uniforme tiene como objetivo primordial recuperar el sentimiento de «jugar» como una actividad naturalmente satisfactoria y generalmente agradable, honesta y divertida. Un aspecto esencial del juego limpio está relacionado con la superación de las nociones sociales de «competir», «ganar» y «perder», que implican la denigración del perdedor o derrotado, estimando únicamente al ganador o vencedor. Deportividad no es jugar únicamente para ganar, sino saber perder y saber ganar; respetar al adversario: en caso de perder, aceptarlo sin recriminaciones al vencedor, y en caso de ganar no burlarse del perdedor

## Para los deportistas
Las sugerencias sobre juego limpio para los deportistas están principalmente dirigidas al disfrute del hecho de jugar, a no realizar intencionalmente simulaciones o acciones no permitidas por las reglas sin necesidad de control externo, a no discutir nunca las decisiones del árbitro y sobre todo al buen trato con los oponentes y compañeros por igual, incluyendo el reconocimiento expreso de las buenas acciones que ellos realizan, aceptando las derrotas con dignidad y las victorias con sencillez y con moderación.

## Para los entrenadores y dirigentes
Los entrenadores deben principalmente respetar la persona del deportista, absteniéndose de realizar actos denigratorios, cuidando su salud aunque ello pueda disminuir el rendimiento deportivo, promoviendo el respeto por los oponentes y manteniendo él mismo una actitud amigable  con los otros entrenadores.

## Para los patrocinadores y medios de comunicación

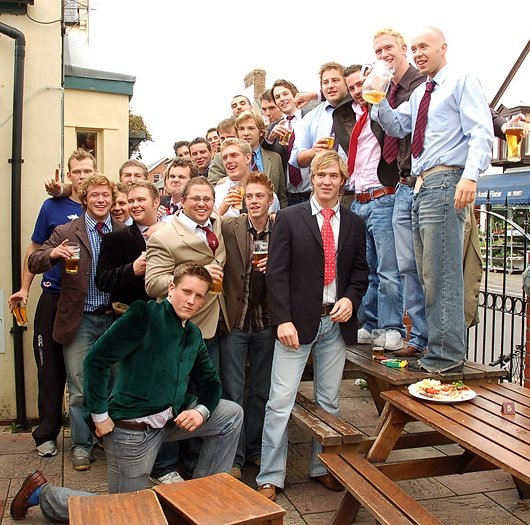
Tercer tiempo en Oxford (Inglaterra). El tercer tiempo es una tradición del rugby relacionada con el juego limpio. A finalizar cada encuentro, todos los contrincantes se encuentran para compartir una bebida (entre los mayores usualmente abundante cerveza y entre los menores una gaseosa y un bromear y cantar grupalmente, como excusa para confraternizar y suavizar los resentimientos que pudieran haber surgido durante la confrontación.

Se exige a los patrocinadores que no promuevan mensajes publicitarios en los que se transmita que «lo único que importa es ganar» o asocien el «perder» con el fracaso, así como que no promuevan rivalidades desmedidas o mensajes denigratorios de algunos de los competidores.
También se ha comenzado a exigir, como parte del espíritu del juego limpio, que los deportistas y empresas deportivas no acepten ser sobornadas por empresas que en su actividad productiva violan los derechos humanos de sus trabajadores, han realizado actos de corrupción o hayan afectado el medio ambiente.

## Para padres y familiares
Los cuestionamientos a padres y familiares por tener conductas incompatibles con el juego limpio ha ido en crecimiento de la mano del profesionalismo, con algunos escándalos públicos, incluso en los niveles más altos de competición, como en los casos de Jelena Dokić y Mary Pierce en el tenis. El problema se ha vuelto lo suficientemente grave como para que se establezcan reglas estrictas.
Además de las normas genéricas, las normas sobre juego limpio indican a los padres de deportistas menores de edad que no impulsen a sus hijos a practicar deportes que no desean practicar, que no los ridiculicen por una derrota o un yerro, que no pierdan el control durante los encuentros y sean moderados en sus reacciones, que jamás cuestionen a los árbitros ni mantengan discusiones con otros padres o los entrenadores.

## Asociaciones deportivas y árbitros
Las asociaciones deportivas que deben organizar las actividades deportivas, y en menor medida los árbitros, han sido cuestionadas por ser demasiado tolerantes con los sistemas de castigo del juego desleal y violento, sobre todo en los casos en los que el profesionalismo se encuentra más desarrollado. De todos modos se destacan varios casos de medidas serias destinadas a promover el juego limpio, como las normas en materia de «violencia innecesaria» en el fútbol americano, el Ranking Fair Play de la UEFA, que establece el acceso a etapas definitorias de los torneos para los equipos con mejor comportamiento deportivo, o el tercer tiempo característico del rugby, implantado a partir del 2008 en el fútbol profesional italiano.

## Otros usos
Por extensión, la locución «juego limpio» se aplica en otros campos donde es posible que se vean partes enfrentadas o que compitan entre sí, como por ejemplo, en las empresas para que respeten el derecho de la competencia de la jurisdicción en la que actúan; como también a los usuarios de servicio de redes sociales de Internet, dentro o fuera del ámbito deportivo, que mantienen una buena conducta y respeto por las normas y legalidad dentro de la red.